# Juraj (Stránský)
Arcibiskup Jiří či Juraj (světským jménem Rudolf Jiří Stránský; 19. října 1979, Jeseník) je slovenský pravoslavný arcibiskup českého původu.

## Život
Vystudoval teologii v Užhorodu a anglistiku-amerikanistiku a turkologii v Praze.
Na diákona byl vysvěcen 14. března 2004 biskupem Simeonem. Dne 2. února 2005 jej soluňský metropolita Antim (Russas) vysvětil na kněze. Téhož roku se v Soluni stal mnichem a později přijal hodnost archimandrity.
Biskupské rukopoložení přijal dne 30. září 2007 v chrámu sv. Cyrila a Metoděje v Michalovcích, kdy se stal michalovským biskupem. Světitelem byl metropolita českých zemí a Slovenska a arcibiskup pražský Kryštof. Po přejmenování eparchie roku 2009 se stal biskupem michalovsko-košickým a bezprostředně nato byl povýšen na arcibiskupa.
Věnuje se překladům teologických a liturgických textů a přispívá do církevního tisku. Vedle češtiny hovoří anglicky, turecky, rusky a řecky. Spolu s archimandritou Markem (Krupicou) se podílel mimo jiné na revizi českého překladu textů Liturgie sv. Jana Zlatoústého a Liturgie sv. Basila Velikého. Revize textu Liturgie sv. Jana Zlatoústého byla vydána tiskem v roce 2006.

## Galerie

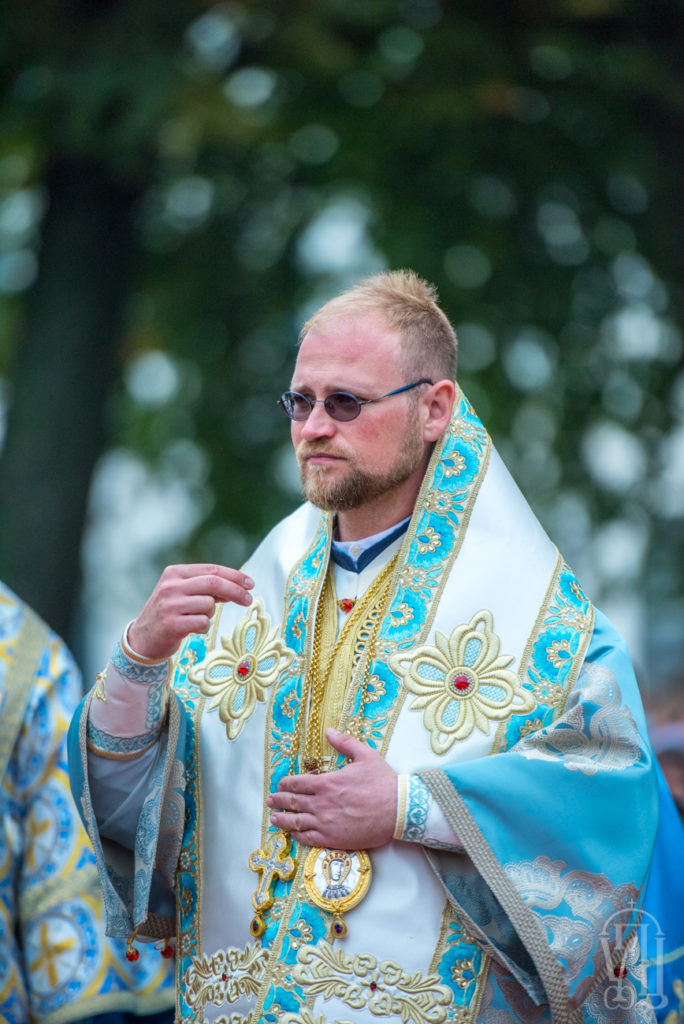
Arcibiskup Jiří činí znamení kříže při liturgii (2018)
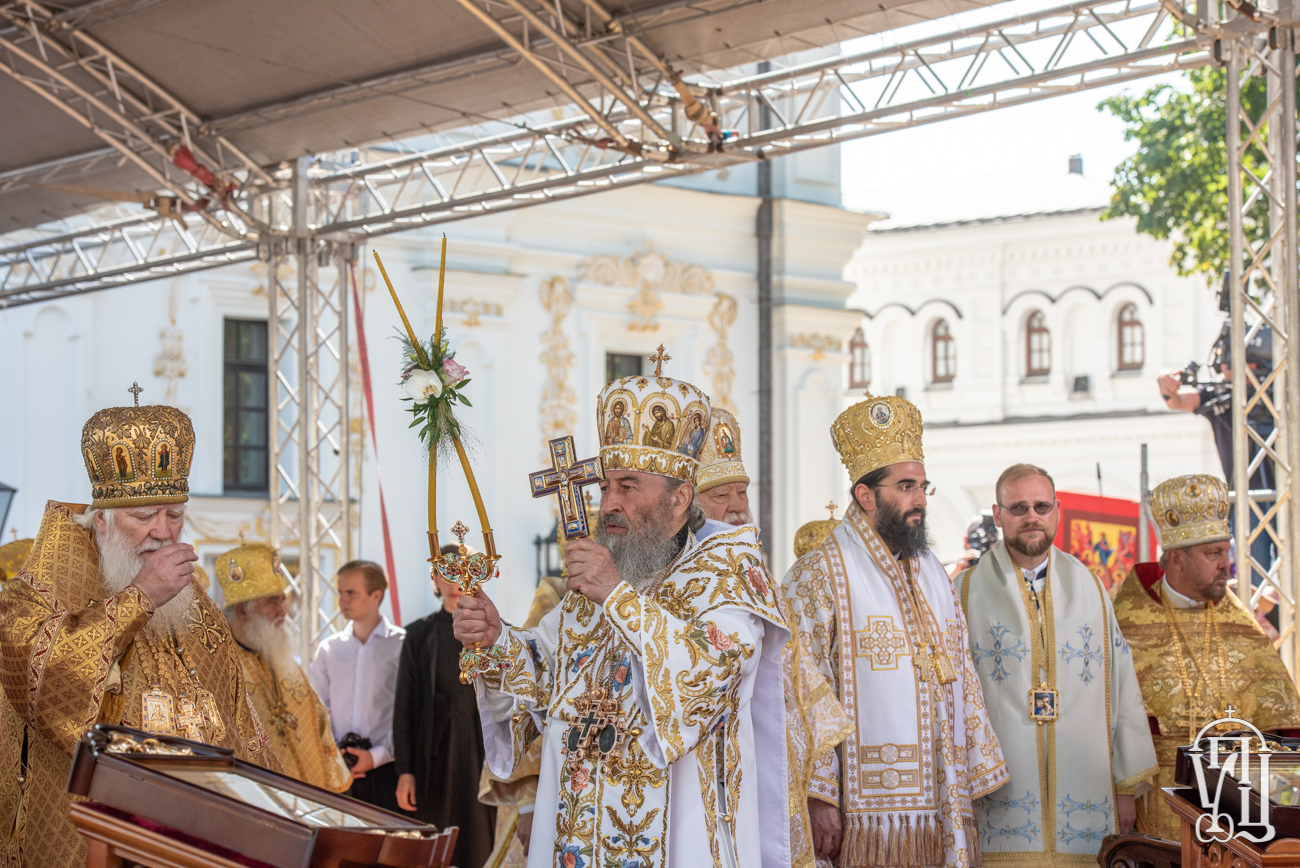
Arcibiskup Jiří s dalšími biskupy při bohoslužbě v Kyjevě